# Circuit Pedralbes
Het Circuit Pedralbes was een stratencircuit in een buitenwijk van de Spaanse stad Barcelona. In 1951 en 1954 werd de Grand Prix van Spanje op het circuit verreden.
Na het ongeluk in Le Mans in 1955 werd het circuit gesloten vanwege veiligheidsrisico's. In 1969 keerde de Formule 1 terug in Barcelona, op het Montjuïc circuit.